# Cymbicopia zealandica
Cymbicopia zealandica är en kräftdjursart. Cymbicopia zealandica ingår i släktet Cymbicopia och familjen Sarsiellidae. Inga underarter finns listade i Catalogue of Life.